# Ƴ
La Ƴ (minúscula: ƴ) es una letra del alfabeto latino, formada a partir de Y con la adición de un gancho. Se utiliza en algunas lenguas africanas, como Fula y Hausa, para representar una oclusiva glotal palatalizada, /ʔʲ/.

## Representaciones alternativas
Una representación alternativa del sonido es ‘ʼy’. Esto se usa en las ortografías del idioma hausa y fula en Nigeria, mientras que ‘ƴ’ se usa en Níger para el hausa y en la mayor parte de África Occidental para el fula.
Antes del año 1985, en la ortografía de los idiomas de Guinea, se usaba ‘yh’ en lugar de ‘ƴ’.

## La colocación del gancho en la Ƴ mayúscula
Las tablas originales de Unicode mostraban el gancho a la izquierda, mientras que la mayoría de los alfabetos en África lo tenían a la derecha, como se refleja en el alfabeto africano de referencia de 1978. El uso de Unicode aparentemente siguió al que se muestra en ISO 6438, pero no está claro de dónde lo obtuvo este último. La forma utilizada en las tablas de códigos se cambió posteriormente para mostrar el gancho en el lado derecho.